# Кенсай (Байдібека район)
Кенса́й (каз. Кеңсай) — село у складі району Байдібека Туркестанської області Казахстану. Входить до складу Борлисайського сільського округу.
Населення — 618 осіб (2021; 662 у 2009, 587 у 1999, 580 у 1989).